# 29. Panzergrenadier-Division
Pour les articles homonymes, voir 29e division.
La 29. Panzergrenadier-Division ou « 29e Panzergrenadier-Division » (littéralement en français : la « 29e division blindée de grenadiers ») était une division d'infanterie mécanisée (en allemand : Panzergrenadier-Division) de l'Armée de terre allemande (la Heer), au sein de la Wehrmacht, pendant la Seconde Guerre mondiale.
Son origine remonte à octobre 1936 avec la création de la 29e division d'infanterie (allemand : 29. Infanterie-Division), motorisée elle est renommée 29. Infanterie-Division (motorisiert) à l'automne 1937.
La 29e division d'infanterie (motorisée) prend part à la campagne de Pologne puis à celle de l'Ouest. Elle participe ensuite à l'invasion de l'URSS au centre et à la prolongation de l'offensive en direction de Moscou puis aux combats défensifs qui suivent avec la retraite. Elle est impliquée dans l'offensive de l'été 1942 qui la mène à participer à la bataille de Stalingrad ; encerclée elle y est anéantie en février 1943.
Une nouvelle 29e division d'infanterie (motorisée) est recréée en France en mars 1943 par renommage de la 345e division d'infanterie formée depuis janvier 1943. En juin, elle prend le nom définitif de 29. Panzer-Grenadier-Division et part défendre la Sicile et participe aux combats de la campagne d'Italie : Mont-Cassin, Nettuno, Bologne, etc. elle capitule dans le nord de l'Italie en mai 1945.

## Historique
La 29e division d'infanterie est créée le 1er octobre 1936 à Erfurt dans le Wehrkreis IX et elle est renommée en 29. Infanterie-Division (mot.) à l'automne 1937.
Le 24 août 1939 la division est mobilisée et participe ensuite à la Campagne de Pologne.
Dans le plan d'offensive à l'ouest, elle fait partie du 14e corps d'armée qui avance initialement en troisième échelon de la Panzergruppe von Kleist, 330 kilomètres derrière les unités en premières lignes attaquant à travers l'Ardenne.
- 1940 : Bataille de France,
- 1941 : elle rejoint la Heeresgruppe Mitte et combat à Smolensk et Moscou
- 1942 : Combats à Kharkov
- à partir de juin 1942 : participe à l'offensive sur le Don puis vers la Volga dans la région de Stalingrad au sein du XLVIII. Panzerkorps de la IV. Panzerarmee.
- septembre 1942 elle participe à la première phase de combats urbains de la bataille de Stalingrad. Elle prend part à la conquête des faubourgs de Minina, Kuporosnoe et de la partie sud de la ville où certains de ses éléments participent aux très durs combats pour le silo à grains.

Elle est retirée de Stalingrad le 29 septembre 1942 en vue de préparer une avancée vers Astrakhan (l'opération Héron, en allemand : Fischreiher) qui est ajournée début octobre et finalement annulée pour dégager des unités et renforcer l'assaut sur Stalingrad. La 29e Panzergrenadier sert alors de réserve mobile sur les arrières de la 4e armée roumaine.
- le 20 novembre 1942 : l'unité est la seule réserve disponible pour arrêter la pince sur de l'opération Uranus, la contre offensive soviétique qui vise à encercler les forces allemandes de la région de Stalingrad. Elle stoppe un temps le 13e corps de chars soviétique, l'unité de pointe de la pénétration soviétique la plus proche de Stalingrad, mais elle est très vite contrainte de se replier au nord car les unités d'une seconde pénétration soviétique, plus au sud, menacent de la déborder. Elle est donc prise dans la poche où sont encerclées la 4e armée Panzer et de la 6e armée, dont elle assure la protection du flanc sud.

Lors de la tentative de dégagement, l'opération Wintergewitter elle est rattachée au XIV. Panzerkorps qui se positionne dans au sud ouest de la poche pour tenter de rejoindre la colonne de dégagement. Cette tentative  de sortie, l'opération Dönnerschlag, n'aura finalement pas lieu, mais ce nouveau positionnement met l'unité dans l'axe d'effort principal des soviétiques lors de la réduction de la poche, l'opération Koltso. Elle manque d'être encerclée et est largement détruite entre le 12 et le 14 janvier 1943, les éléments survivants capituleront le 31 janvier 1943 avec le reste des troupes du maréchal Paulus.
- Juin 1943 : Création d’une nouvelle 29. Panzergrenadier Division en France.
- Été 1943 :  l’unité rejoint l’Italie et se bat à Salerne, Cassino, Nettuno, Opération Husky.
- Décembre 1943 : Campagne de la rivière Moro
- Octobre 1944 : Sous les ordres du Généralmajor Fritz Pollack elle est dans le secteur de Rimini avec le 76e Panzerkorps de la 10e armée.
- 1945 : Elle se bat à Bologne, puis sur le Pô et enfin sur la Piave où elle sera au moment de la capitulation allemande du 8 mai 1945.

## Organisation
| Début                                  | Fin                                   | Grade                                 | Divisionskommandeure                            |
| 29. Infanterie-Division (motorisiert)  | 29. Infanterie-Division (motorisiert) | 29. Infanterie-Division (motorisiert) | 29. Infanterie-Division (motorisiert)           |
| -------------------------------------- | ------------------------------------- | ------------------------------------- | ----------------------------------------------- |
| 1er octobre 1936                       | 1er mars 1938                         | Generalmajor                          | Gustav von Wietersheim                          |
| 1er mars 1938                          | 7 mai 1940                            | Generalleutnant                       | Joachim Lemelsen                                |
| 7 mai 1940                             | 1er juillet 1940                      | Generalmajor                          | Willibald Freiherr von Langermann und Erlencamp |
| 1er juillet 1940                       | 20 septembre 1941                     | Generalmajor                          | Walter von Boltenstern                          |
| 20 septembre 1941                      | 25 septembre 1942                     | Generalmajor                          | Max Fremerey                                    |
| 25 septembre 1942                      | janvier 1943                          | Generalmajor                          | Hans-Georg Leyser                               |
| Destruction et reformation             |                                       |                                       |                                                 |
| 1er mars 1943                          | 23 juin 1943                          | Generalleutnant                       | Walter Fries                                    |
| Renommée 29. Panzer-Grenadier-Division |                                       |                                       |                                                 |
| 23 juin 1943                           | 5 mars 1944                           | Generalleutnant                       | Walter Fries                                    |
| 5 mars 1944                            | 20 mars 1944                          | Oberst                                | Dr. Dr. Hans Boelsen                            |
| 20 mars 1944                           | 24 août 1944                          | Generalleutnant                       | Walter Fries                                    |
| 24 août 1944                           | 24 avril 1945                         | Generalleutnant                       | Dr. Fritz Pollack                               |

| Début                                  | Fin                     | Grade                   | 1. Generalstabsoffizier   |
| 29. Infanterie-Division                | 29. Infanterie-Division | 29. Infanterie-Division | 29. Infanterie-Division   |
| -------------------------------------- | ----------------------- | ----------------------- | ------------------------- |
| 1938                                   | 14 juillet 1939         | Major i.G.              | von der Burg              |
| 15 juillet 1939                        | décembre 1941           | Oberstleutnant i.G.     | Gerhard Franz             |
| 1941                                   | 1942                    | Major i.G.              | Paul Müncheberg           |
| 1942                                   | 24 janvier 1943         | Oberstleutnant i.G.     | Friedrich-Wilhelm Meisner |
| Destruction et reformation             |                         |                         |                           |
| 1er mars 1943                          | 23 juin 1943            | Oberstleutnant i.G.     | Georg Stuenzner           |
| Renommée 29. Panzer-Grenadier-Division |                         |                         |                           |
| 23 juin 1943                           | septembre 1943          | Oberstleutnant i.G.     | Georg Stuenzner           |
| octobre 1943                           | 25 avril 1944           | Oberstleutnant i.G.     | Heinrich Müller           |
| 25 avril 1944                          | 30 novembre 1944        | Oberstleutnant i.G.     | Josef Moll                |
| 30 novembre 1944                       | 24 avril 1945           | Major i.G               | Walter Hofmann            |

## Ordre de batailles
| 1940 - Infanterie-Regiment (motorisiert) 15 - Infanterie-Regiment (motorisiert) 71 - Artillerie-Regiment (motorisiert) 29 - Pionier-Bataillon 29 - Feldersatz-Bataillon 29 (formé le 9 juin 1940) - Panzerjäger-Abteilung 29 (nom depuis le 21 mars 1940, anciennement Panzerabwehr-Abteilung 29) - Aufklärungs-Abteilung (motorisiert) 29 - Infanterie-Divisions-Nachschubführer (motorisiert) 29 - Infanterie-Divisions-Nachrichten-Abteilung (motorisiert) 29 | 1943 - Grenadier-Regiment (motorisiert) 15 - Grenadier-Regiment (motorisiert) 71 - Panzer-Abteilung 129 - Artillerie-Regiment (motorisiert) 29 - Heeres-Flak-Artillerie-Abteilung 313 - Pionier-Bataillon (motorisiert) 29 - Feldersatz-Bataillon 29 - Panzerjäger-Abteilung 29 - Panzer-Aufklärungs-Abteilung 129 - Panzergrenadier-Nachrichten-Abteilung 29 - Panzergrenadier-Nachschubtruppen 29 | Février 1945 - Panzer-Grenadier-Regiment 15 - Panzer-Grenadier-Regiment 71 - Panzer-Abteilung 129 - Artillerie-Regiment (motorisiert) 29 - Heeres-Flak-Artillerie-Abteilung 313 - Pionier-Bataillon (motorisiert) 29 - Feldersatz-Bataillon 29 - Panzerjäger-Abteilung 29 - Panzer-Aufklärungs-Abteilung 129 - Panzergrenadier-Nachrichten-Abteilung 29 - Panzergrenadier-Nachschubtruppen 29 |